# Cząstków (gmina)
Cząstków (od 1973 Czosnów) – dawna gmina wiejska istniejąca w latach 1867–1954 w Warszawskiem. Siedzibą władz gminy był początkowo Cząstków, a za II RP i w PRL – Czosnów.

## Historia
Gmina Cząstków powstała 13 stycznia 1867 roku w związku z reformą gminną w Królestwie Polskim. Należała do powiatu warszawskiego w guberni warszawskiej.
W okresie międzywojennym gmina Cząstków należała do powiatu warszawskiego w woj. warszawskim.
Podczas II wojny światowej, prawie 3/4 obszaru gminy włączono do III Rzeszy, oprócz ośmiu gromad (Dziekanów Niemiecki, Dziekanów Nowy, Dziekanów Polski, Dziekanówek, Izabelin, Janówek, Pieńków i Sadowa), które pozostały w Generalnym Gubernatorstwie i zostały włączone do gminy Młociny.
Po wojnie gmina zachowała przynależność administracyjną do powiatu warszawskiego w województwie warszawskim.
1 lipca 1952 część obszaru gminy Cząstków przyłączono do gminy Kazuń i do Nowego Dworu Mazowieckiego. Tego samego dnia zniesiono powiat warszawski, a gminę Cząstków przyłączono do nowo utworzonego powiatu nowodworskiego; składała się ona wówczas z 17 gromad: Adamówek, Cybulice, Cząstków Mazowiecki, Cząstków Polski, Czosnów, Dziekanów Leśny, Dziekanów Nowy, Dziekanów Polski, Dziekanówek, Izabelin, Janówek, Kaliszki, Łomna, Łosia Wólka, Palmiry, Pieńków i Sadowa. 
Gminę zniesiono 29 września 1954 wraz z reformą wprowadzającą gromady w miejsce gmin.
Jednostki nie przywrócono 1 stycznia 1973 po reaktywowaniu gmin, utworzono natomiast jej (w przybliżeniu) terytorialny odpowiednik, gminę Czosnów.